# Chargenfertigung
Die Chargenfertigung ist eine Sonderform der Sortenfertigung. Man spricht von Chargenfertigung, wenn  bei gleichem Materialeinsatz aufgrund nicht beeinflussbarer Bedingungen beim Produktionsprozess (zum Beispiel Keramikbrennofen) unterschiedliche Ergebnisse erzielt werden. Der jeweilige Materialeinsatz wird dann als Charge bezeichnet (siehe auch: Partiefertigung).
Die unterschiedlichen Sorten kommen dadurch zustande, dass die Produktionsprozesse nicht vollständig beherrschbar sind. Beispiele finden sich bei der Stahlerzeugung, bei der Weinherstellung oder geringfügig in der Pharmazie.